# Brachypremna arcuaria triangularis
Brachypremna arcuaria triangularis is een tweevleugelige uit de familie langpootmuggen (Tipulidae). De soort komt voor in het Neotropisch gebied.